# Карл Лінсбауер
Карл Лінсбауер (нім. Karl Linsbauer; 11 жовтня 1872, Відень — 5 грудня 1934, Грац) — австрійський ботанік і фізіолог рослин.
Вивчав природничі науки у Віденському університеті, де був учнем Юліуса Візнера. У 1899 році здобув ступінь доктора філософії, отримавши через кілька років абілітацію в галузі анатомії та фізіології рослин (1904). У 1910 році він став доцентом Чернівецького університету, а наступного року переїхав до Грацького університету як наступник Готліба Габерландта.

## Вибрані твори
- Bau und Leben der Pflanzen: in zwölf gemeinverständliche Vorträge (разом з Фрідріхом Карлом Максом Фірхаппером) Verlag von Carl Konegen, Vienna, (1905) — Будова та біологія рослин; у дванадцяти легких для розуміння презентаціях.

- Wiesner-Festschrift (під редакцією Лінсбауера) Відень: C. Konegen, (1908) — Юліус Візнер Festschrift від імені «Festkomitee».
- Illustriertes Handwörterbuch der Botanik (разом з Камілло Карлом Шнайдером) Leipzig, W. Engelmann (1917) — Ілюстрований словник ботаніки.
- Handbuch der pflanzenanatomie (як редактор), Berlin: Verlag von gebruder Borntraeger, (1922-) — Довідник з анатомії рослин.